# Inbiaphycus
Inbiaphycus is een geslacht van vliesvleugeligen uit de familie Encyrtidae. De wetenschappelijke naam van dit geslacht is voor het eerst geldig gepubliceerd in 2004 door Noyes.

## Soorten
Het geslacht Inbiaphycus is monotypisch en omvat slechts de volgende soort:
- Inbiaphycus alatus Noyes, 2004